# Szuverén adósság
A szuverén adósság egy nemzet kormánya által külföldi pénznemben kibocsátott kötvényeket jelenti, amellyel a kibocsátó ország a növekedését finanszírozza.  A szuverén adósság általában kockázatosabb befektetés amikor az egy fejlődő országból jön, és egy biztonságosabb befektetés, amikor az egy fejlett országból jön. Fontos tényező a kibocsátó kormány stabilitása, amikor értékeljük a szuverén adósságba való befektetés kockázatát, és a szuverén hitelminősítő vállalatok segítik a befektetőknek mérlegelni a kockázatot.